# Architraw
Architraw (epistyl, nadsłupie) – główny (najniższy) poziomy człon belkowania antycznego, który podtrzymywał belki stropu.
Spoczywał on bezpośrednio na głowicach kolumn, nad nim położony był fryz i gzyms. Architraw występuje we wszystkich porządkach architektonicznych. W porządku doryckim miał formę prostej gładkiej belki, zakończonej u góry listwą (tenia), natomiast w pozostałych, jego płaszczyzna dzieliła się na trzy poziome listwy fasciae ułożone schodkowo, z których najwyższa była najbardziej wysunięta do przodu. W porządku korynckim często dodatkowo zdobiony profilowaniem listew.